# Zimpizahua
Zimpizahua är en ort i Mexiko.   Den ligger i kommunen Coatepec och delstaten Veracruz, i den sydöstra delen av landet, 230 km öster om huvudstaden Mexico City. Zimpizahua ligger 1 111 meter över havet och antalet invånare är 758.
Terrängen runt Zimpizahua är huvudsakligen kuperad, men den allra närmaste omgivningen är platt. Runt Zimpizahua är det tätbefolkat, med 331 invånare per kvadratkilometer. Närmaste större samhälle är Xalapa, 11,3 km norr om Zimpizahua. I omgivningarna runt Zimpizahua växer huvudsakligen savannskog.